# Esther Mujawayo

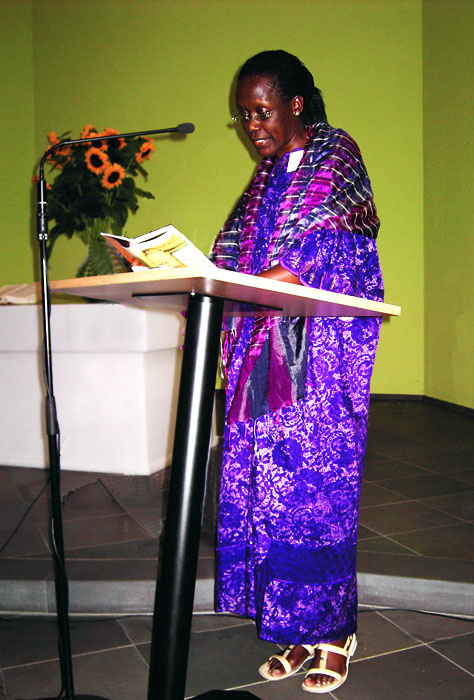
Esther Mujawayo, nhà văn đến từ Rwanda, tại một bài giảng ở Duesseldorf (2007)

Esther Mujawayo (sinh năm 1958) là một nhà xã hội học và tâm lý trị liệu người Rwanda. Bà sống sót sau cuộc diệt chủng Rwanda, nhưng mất nhiều thành viên trong gia đình. Cô là tác giả của một số cuốn sách. Năm 1994, cô thành lập Hiệp hội Góa phụ của cuộc diệt chủng Rwanda. Cô đã nhận được bằng tốt nghiệp về tâm lý học từ Đại học East Anglia năm 1997.

## Công trình
- Mujawayo, Esther; Belhaddad, Souâd; Veil, Simone (2004). Survivantes: Rwanda, Dix Ans Après Le Génocide. Aube: La Tour d'Aigues.
- Mujawayo, Esther; Belhaddad, Souâd (2006). La fleur de Stéphanie: Rwanda entre réconcialition et déni. Paris: Flammarion.